# Rowly
Rowly – osada w Anglii, w Surrey. Leży 8,6 km od miasta Godalming, 10,3 km od miasta Guildford i 49,3 km od Londynu. W 2015 miejscowość liczyła 690 mieszkańców.